# Федеральное агентство железнодорожного транспорта
Федеральное агентство железнодорожного транспорта (Росжелдор) — федеральный орган исполнительной власти, осуществляющий функции по реализации государственной политики, оказанию государственных услуг и управлению государственным имуществом в сфере железнодорожного транспорта, а также функции по оказанию государственных услуг в области обеспечения транспортной безопасности в этой сфере и на метрополитене.
Росжелдор находится в ведении Министерства транспорта Российской Федерации федеральным агентством. 
Росжелдором может создаваться ведомственная охрана и ведомственная пожарная охрана.

## История
Росжелдор образован 9 марта 2004 года, что явилось последним этапом ликвидации Министерства путей сообщения Российской Федерации. В соответствии с концепцией административной реформы и структурной реформы железных дорог, функции выработки государственной политики и издания нормативных актов перешли к Минтрансу России, функции по правоприменению, управлению государственным имуществом и оказанию государственных услуг к Росжелдору, надзорные функции к Ространснадзору, а хозяйственные функции к ОАО «Российские железные дороги», ФГУП «Крымская железная дорога» и ФГУП «Железные дороги Новороссии».

## Руководство
- Руководитель Федерального агентства железнодорожного транспорта — Александр Геннадьевич Сахаров (с 30 августа 2024)[2]
- Заместитель руководителя Федерального агентства железнодорожного транспорта — Иванов Александр Олегович

Руководители:
- Михаил Павлович Акулов (9 марта 2004 года — 26 ноября 2005 года)
- Константин Петрович Шенфельд (и.о., 27 ноября 2005 года — 5 июля 2006 года)
- Игорь Валерьевич Ромашов (5 июля 2006 года — 15 февраля 2008 года)
- Алан Валерьевич Лушников (и.о., 16 февраля 2008 года — 24 августа 2008 года)
- Геннадий Петрович Петраков (25 августа 2008 года — 27 декабря 2011 года)
- Алексей Самбуевич Цыденов (27 декабря 2011 года — 15 мая 2012 года)
- Чепец Владимир Юрьевич (16 мая 2012 года — 28 мая 2020 года, до 14 июня 2017 и.о.)[3]
- Токарев Владимир Александрович (29 мая 2020 года — январь 2021 года)
- Иванов Александр Олегович (и.о., январь — 16 мая 2021 года)
- Коваль Игорь Юрьевич (17 мая — декабрь 2021 года)
- Иванов Александр Олегович (и.о., декабрь 2021 года — 28 января 2022 года)
- Дружинин Алексей Александрович (28 январь 2022 года — 30 августа 2024 года)
- Сахаров Александр Геннадьевич (30 августа 2024 года - настоящее время)

## Структура
В Росжелдоре имеются следующие структурные подразделения:
- Административно-правовое управление
- Управление финансов, инвестиций и капитального строительства
- Управление транспортной безопасности
- Управление инфраструктуры и перевозок

## Территориальные управления
В Росжелдоре имеются следующие территориальные управления:
- Центральное (РЦентр, г. Москва) — Московская и Юго-Восточная железные дороги
- Северо-Западное (РСЗап, г. Санкт-Петербург) — Калининградская, Октябрьская и Северная железные дороги
- Южное (РЮг, г. Ростов-на-Дону) — Приволжская, Северо-Кавказская и Крымская железные дороги
- Приволжское (РПрив, г. Нижний Новгород) — Куйбышевская и Горьковская железные дороги
- Уральское (РУрал, г. Екатеринбург) — Свердловская и Южно-Уральская железные дороги
- Сибирское (РСиб, г. Новосибирск) — Западно-Сибирская, Красноярская, Норильская и Восточно-Сибирская железные дороги
- Дальневосточное (РДВост, г. Хабаровск) — Забайкальская, Дальневосточная и Якутская железные дороги

## Символика
Агентство имеет флаг и геральдический знак-эмблему, утверждённые постановлением Правительства Российской Федерации.

## Подведомственные организации
- Федеральное государственное предприятие «Ведомственная охрана железнодорожного транспорта Российской Федерации» (ФГП ВО ЖДТ России)
- Федеральное бюджетное учреждение «Регистр сертификации на Федеральном железнодорожном транспорте» (ФБУ «РС ФЖТ»)
- Федеральное государственное унитарное предприятие «Единая группа заказчика» (ФГУП ЕГЗ)
- Федеральное государственное бюджетное образовательное учреждение «Учебно-методический центр по образованию на железнодорожном транспорте» (ФГБОУ «УМЦ ЖДТ»)
- Федеральное казённое учреждение «Управление служебных зданий федеральных органов исполнительной власти в области транспорта» (ФКУ УСЗ)
- Государственное образовательное учреждение дополнительного образования детей «Центральный дом детей железнодорожников» (ГОУ ЦДДЖ)
- Федеральное государственное унитарное предприятие «Крымская железная дорога» (ФГУП «КЖД»)[5]
- Федеральное государственное унитарное предприятие «Железные дороги Новороссии» (ФГУП «ЖДН»)[6]
- вузы железнодорожного транспорта:

1. Петербургский государственный университет путей сообщения (ПГУПС)
2. Ростовский государственный университет путей сообщения (РГУПС)
3. Приволжский государственный университет путей сообщения (ПривГУПС)
4. Уральский государственный университет путей сообщения (УрГУПС)
5. Омский государственный университет путей сообщения (ОмГУПС)
6. Сибирский государственный университет путей сообщения (СГУПС)
7. Иркутский государственный университет путей сообщения (ИрГУПС)
8. Дальневосточный государственный университет путей сообщения (ДВГУПС)